# Marija Pavlovna Romanova (1786-1859)
Marija Pavlovna di Russia (San Pietroburgo, 4 febbraio 1786 – Weimar, 23 giugno 1859) era figlia dello zar Paolo I e della zarina Maria Fedorovna, e sorella più giovane dello zar Alessandro I.

## Biografia
Sposò il 3 agosto 1804 a San Pietroburgo Carlo Federico, granduca ereditario di Sassonia-Weimar. Anche le sue sorelle andarono spose a monarchi europei, cosicché ella fu sorella di una regina olandese, di una regina del Württemberg e di una granduchessa del Meclemburgo-Schwerin.

### Effetti politici
La sua presenza in Weimar ebbe un forte significato politico. Attraverso il suo matrimonio con Carlo Federico, il piccolo, insignificante e ancora povero ducato di Sassonia-Weimar-Eisenach si unì alla Russia e alla dinastia degli zar, allora una delle più ricche e potenti famiglie d'Europa. Il suo primo ingresso a Weimar come giovane sposa fece una grande impressione, allorché ella giunse con una gran quantità di sontuosi doni dalla Russia, che furono sistemati nel castello di Weimar. Nello stesso tempo la stella di Napoleone Bonaparte stava salendo vertiginosamente in Francia, minacciando quasi tutti gli stati europei.
Per il piccolo ducato, ancora legato alla Prussia e che, dopo lo scioglimento del Sacro Romano Impero nel 1806, si rifiutava di aderire alla Confederazione del Reno, dipendente da Napoleone, la sua presenza era come se portasse una specie di "assicurazione sulla vita", la garanzia russa contro l'espansionismo francese.
Dopo la sconfitta prussiana nella doppia battaglia di Jena e di Auerstedt del 1806, che si svolse sul territorio della Sassonia-Weimar, Maria Pavlovna fuggì dalla Sassonia-Weimar, tornandovi solo l'anno seguente.
Le condizioni di pace per il ducato furono veramente dure, ma il paese aveva potuto soprattutto salvaguardare la propria indipendenza, anche grazie a Maria Pavlovna, poiché Napoleone in quel momento era interessato a un accomodamento con lo zar e perciò doveva rispettare gli interessi della Russia.
Durante la campagna francese contro la Russia, Maria Pavlovna lasciò nuovamente Weimar e si trasferì in Boemia, per porsi sotto la protezione delle truppe austriache. Dopo la cosiddetta battaglia delle Nazioni, ella tornò a Weimar. Partecipò al Congresso di Vienna, che fruttò al Ducato di Sassonia-Weimar-Eisenach il rango di granducato e significative acquisizioni di nuovi territori.
Tuttavia ella non poté imporre il suo desiderio di ottenere la signoria dell'ex principato di Fulda.
Nel 1828 morì il granduca Carlo Augusto di Sassonia-Weimar-Eisenach ed il marito di Maria Pavlovna salì al trono, cosicché lei divenne granduchessa.

### Sostenitrice delle arti

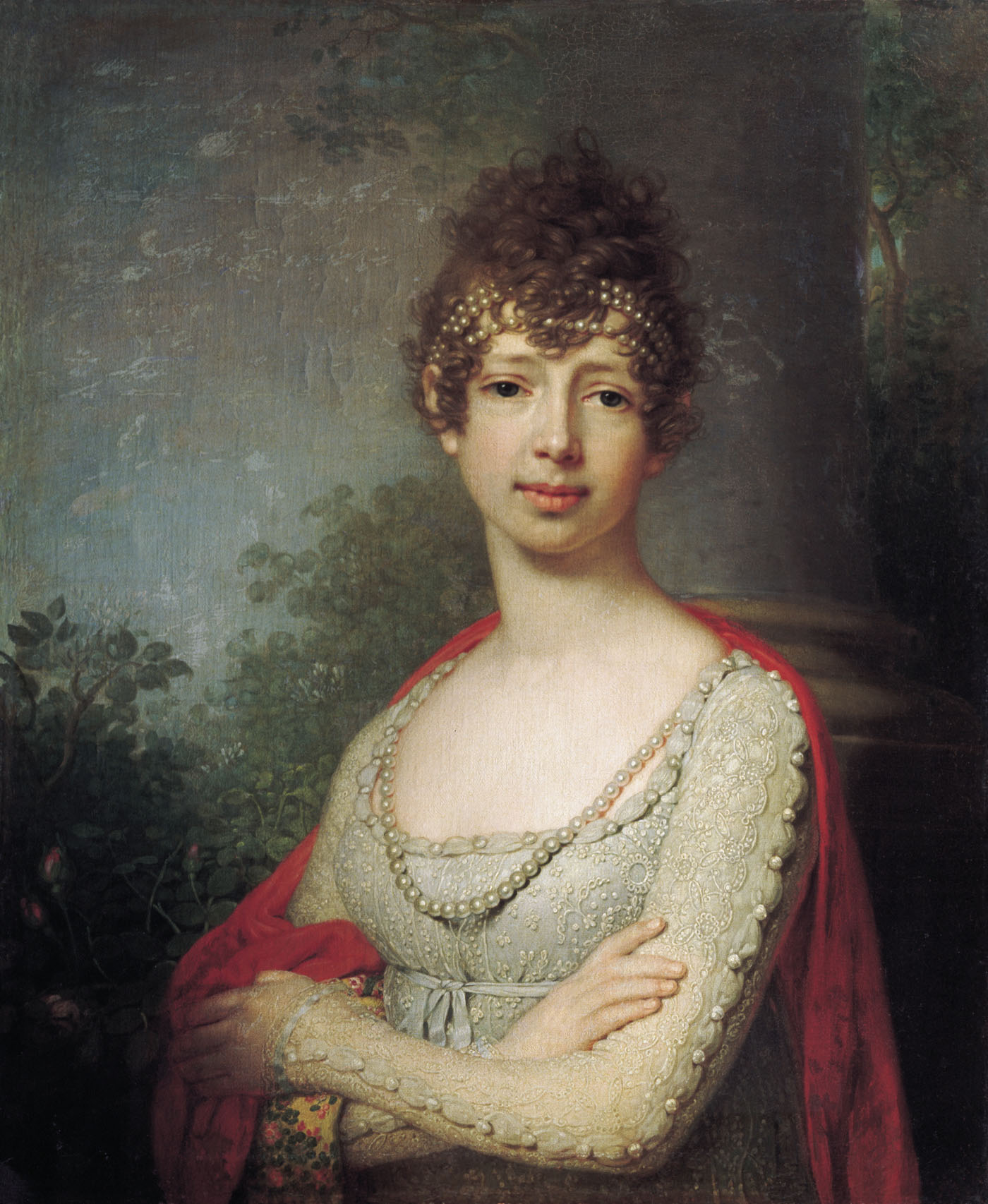
Marija Pavlovna Romanova ritratta da Vladimir Brovkovsky

La granduchessa ebbe grande reputazione come protettrice delle arti alla corte di Weimar. Ella seguì in questo le orme della sua predecessora Anna Amalia, che aveva creato la fama di Weimar come "corte dei musei". Ma anche grazie al suo sostegno dovettero molto sia le biblioteche, che non furono solo influenzate da autori significativi come Johann Wolfgang Goethe, Friedrich Schiller, Johann Gottfried Herder e Christoph Martin Wieland, ma anche le scuole di musica e le collezioni di quadri.
La Biblioteca Duchessa Anna Amalia di Weimar possedeva anche una raccolta di spartiti.
Alcuni artisti, perseguiti in altri stati durante la restaurazione sotto il Metternich, ottennero asilo grazie al suo atteggiamento liberale come del resto anche a quello del granduca suo marito. Fra questi il compositore Franz Liszt, che fu presso di loro maestro di cappella. Ma non solo le arti furono favorite a Weimar: Maria Pavlovna promosse anche l'industrializzazione del piccolo Stato.

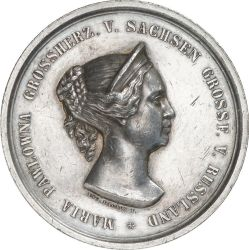
Maria Pavlovna (Medaglia 1854).

Nel 1853 il marito granduca Carlo Federico morì e il figlio Carlo Alessandro salì al trono.
Come granduchessa-madre Maria Pavlovna si dedicò a numerosi progetti artistici e sociali e si recò anche un'ultima volta nella sua patria russa. Essa ebbe a cuore il popolo, i poveri e i loro problemi. Ella sostenne la creazione di una cassa di risparmio e si prese cura della sicurezza della vita delle donne. Per i suoi progetti sociali attinse spesso ai suoi fondi personali. Ella fu amata e venerata dagli abitanti di Weimar come "Angelo dei poveri, degli ammalati e degli orfani". Dopo la sua morte il suo corpo fu inumato in una cappella mortuaria russo-ortodossa appositamente eretta nel cimitero di Weimar. L'influenza russa sul piccolo Stato di Weimar decrebbe rapidamente.

## Figli
Dal matrimonio con Carlo Federico nacquero:
- Paolo Alessandro Carlo Costantino Federico Augusto (1805)
- Maria Luisa Alessandrina (1808 – 1877), andata sposa a Carlo di Prussia, terzo figlio del re di Prussia (1770 – 1740) e della regina Luisa di Meclemburgo-Strelitz (1776– 1810);
- Augusta Maria Luisa Caterina (1811 – 1890), andata sposa l'11 giugno 1829 a Guglielmo I (1797 – 1888), futuro Imperatore di Germania;
- Carlo Alessandro (1818 – 1901), successore del padre nel Granducato.

## Ascendenza
|                                         |                                   |                                           | Genitori                                 |  |  | Nonni |  |  | Bisnonni                           |  |  | Trisnonni                       |  |
|                                         |                                   |                                           |                                          |  |  |       |  |  | Carlo Federico di Holstein-Gottorp |  |  | Federico IV di Holstein-Gottorp |  |
|                                         |                                   |                                           |                                          |  |  |       |  |  | Carlo Federico di Holstein-Gottorp |  |  | Federico IV di Holstein-Gottorp |  |
|                                         |                                   | Edvige Sofia di Svezia                    |                                          |  |  |       |  |  | Carlo Federico di Holstein-Gottorp |  |  |                                 |  |
| Pietro III di Russia                    |                                   |                                           |                                          |  |  |       |  |  | Carlo Federico di Holstein-Gottorp |  |  |                                 |  |
|                                         |                                   | Anna Petrovna Romanova                    | Pietro I di Russia                       |  |  |       |  |  |                                    |  |  |                                 |  |
|                                         |                                   | Anna Petrovna Romanova                    | Pietro I di Russia                       |  |  |       |  |  |                                    |  |  |                                 |  |
|                                         |                                   | Anna Petrovna Romanova                    | Caterina I di Russia                     |  |  |       |  |  |                                    |  |  |                                 |  |
| Paolo I di Russia                       |                                   | Anna Petrovna Romanova                    |                                          |  |  |       |  |  |                                    |  |  |                                 |  |
|                                         |                                   | Cristiano Augusto di Anhalt-Zerbst        | Giovanni Luigi I di Anhalt-Zerbst        |  |  |       |  |  |                                    |  |  |                                 |  |
|                                         |                                   | Cristiano Augusto di Anhalt-Zerbst        | Giovanni Luigi I di Anhalt-Zerbst        |  |  |       |  |  |                                    |  |  |                                 |  |
|                                         |                                   | Cristiano Augusto di Anhalt-Zerbst        | Cristina di Zeutsch                      |  |  |       |  |  |                                    |  |  |                                 |  |
| Caterina II di Russia                   |                                   | Cristiano Augusto di Anhalt-Zerbst        |                                          |  |  |       |  |  |                                    |  |  |                                 |  |
|                                         |                                   | Giovanna di Holstein-Gottorp              | Cristiano Augusto di Holstein-Gottorp    |  |  |       |  |  |                                    |  |  |                                 |  |
|                                         |                                   | Giovanna di Holstein-Gottorp              | Cristiano Augusto di Holstein-Gottorp    |  |  |       |  |  |                                    |  |  |                                 |  |
|                                         |                                   | Giovanna di Holstein-Gottorp              | Albertina Federica di Baden-Durlach      |  |  |       |  |  |                                    |  |  |                                 |  |
| Marija Pavlovna Romanova                |                                   | Giovanna di Holstein-Gottorp              |                                          |  |  |       |  |  |                                    |  |  |                                 |  |
|                                         | Carlo I Alessandro di Württemberg | Federico Carlo di Württemberg-Winnental   |                                          |  |  |       |  |  |                                    |  |  |                                 |  |
|                                         | Carlo I Alessandro di Württemberg | Federico Carlo di Württemberg-Winnental   |                                          |  |  |       |  |  |                                    |  |  |                                 |  |
|                                         | Carlo I Alessandro di Württemberg | Eleonora Giuliana di Brandeburgo-Ansbach  |                                          |  |  |       |  |  |                                    |  |  |                                 |  |
| Federico II Eugenio di Württemberg      | Carlo I Alessandro di Württemberg |                                           |                                          |  |  |       |  |  |                                    |  |  |                                 |  |
|                                         |                                   | Maria Augusta di Thurn und Taxis          | Anselmo Francesco di Thurn und Taxis     |  |  |       |  |  |                                    |  |  |                                 |  |
|                                         |                                   | Maria Augusta di Thurn und Taxis          | Anselmo Francesco di Thurn und Taxis     |  |  |       |  |  |                                    |  |  |                                 |  |
|                                         |                                   | Maria Augusta di Thurn und Taxis          | Maria Ludovica Anna di Lobkowicz         |  |  |       |  |  |                                    |  |  |                                 |  |
| Sofia Dorotea di Württemberg            |                                   | Maria Augusta di Thurn und Taxis          |                                          |  |  |       |  |  |                                    |  |  |                                 |  |
|                                         |                                   | Federico Guglielmo di Brandeburgo-Schwedt | Filippo Guglielmo di Brandeburgo-Schwedt |  |  |       |  |  |                                    |  |  |                                 |  |
|                                         |                                   | Federico Guglielmo di Brandeburgo-Schwedt | Filippo Guglielmo di Brandeburgo-Schwedt |  |  |       |  |  |                                    |  |  |                                 |  |
|                                         |                                   | Federico Guglielmo di Brandeburgo-Schwedt | Giovanna Carlotta di Anhalt-Dessau       |  |  |       |  |  |                                    |  |  |                                 |  |
| Federica Dorotea di Brandeburgo-Schwedt |                                   | Federico Guglielmo di Brandeburgo-Schwedt |                                          |  |  |       |  |  |                                    |  |  |                                 |  |
|                                         |                                   | Sofia Dorotea di Prussia                  | Federico Guglielmo I di Prussia          |  |  |       |  |  |                                    |  |  |                                 |  |
|                                         |                                   | Sofia Dorotea di Prussia                  | Federico Guglielmo I di Prussia          |  |  |       |  |  |                                    |  |  |                                 |  |
|                                         |                                   | Sofia Dorotea di Prussia                  | Sofia Dorotea di Hannover                |  |  |       |  |  |                                    |  |  |                                 |  |
|                                         |                                   | Sofia Dorotea di Prussia                  |                                          |  |  |       |  |  |                                    |  |  |                                 |  |